# Destin Makita
Destin Makita   (Brazzaville, 23 d'octubre de 1984), nom complet Fabry Destin Papou Makita-Passy és un exfutbolista de la República del Congo de la dècada de 2000.
Fou internacional amb la selecció de futbol de la República del Congo.
Pel que fa a clubs, destacà a Delta Téléstar i Orlando Pirates.